# Хелениус, Харри
Харри Густаф Хелениус (фин. Harry Gustaf Helenius, род. 22 июня 1946, Оулу, Финляндия) — финский дипломат, был послом Финляндии в России (2004—2008), Германии (2008—2011), Швеции (2011—2014); с 2014 года — на пенсии.

## Биография
Высшее образование получил в Хельсинкском университете. Кандидат философии (1973).
С 1973 года — на службе в Министерстве иностранных дел Финляндии..
Занимал в Министерстве следующие посты:
- Генеральный секретарь Межправительственной финляндско-советской комиссии по научно-техническому сотрудничеству,
- Начальник Бюро по вопросам России, Центральной и Восточной Европы Политического департамента,
- Директор Управления по делам России, Восточной Европы и Центральной Азии,
- Директор Департамента по делам России, Восточной Европы и Центральной Азии[2].

Работал в Посольстве Финляндии в Испании, в дипломатическом представительстве Финляндии при Венской встрече государств-участников Организации по безопасности и сотрудничеству в Европе, в Посольстве Финляндии в России, в Посольстве Финляндии в Швеции.
С 1998 по 2001 год — Генеральный консул Финляндии в Санкт-Петербурге.
С 2004 года — в должности Чрезвычайного и Полномочного посла Финляндии в России (сменил на этом посту посла Рене Нюберга; в 2008 году Хелениуса сменил Матти Анттонен).
С 1 июня 2008 года — Чрезвычайный и Полномочный Посол Финляндии в Германии (сменил на этом посту посла Рене Нюберга).
С 7 апреля 2011 года — Чрезвычайный и Полномочный Посол Финляндии в Швеции.
Летом 2014 года вышел на пенсию.

## Другое
Женат, имеет двоих детей.
Владеет, помимо финского, шведским, английским, немецким, русским и испанским языком.

## Публикации
- Harry Helenius. EU-maat suomalaisin silmin: Saksa — vastentahtoinen veturi? // Статья на сайте Министерства иностранных дел Финляндии. — 14 марта 2011. (фин.) (Дата обращения: 19 мая 2011)